# 亚伯拉罕·弗兰克尔
亚伯拉罕·弗伦克尔（德語：Adolf Abraham Halevi Fraenkel，1891年2月17日—1965年10月15日）是一位犹太裔德国数学家，策梅洛-弗兰克尔集合论的提出者之一，1956年获以色列奖。